# احمدعلی‌لر
احمدعلی‌لر (به لاتین: Əhmədalılar) یک منطقه مسکونی در جمهوری آذربایجان است که در شهرستان فضولی واقع شده است. احمدعلی‌لر ۱۶۲۶ نفر جمعیت دارد.